# ريي تاكاهاشي
ريي تاكاهاشي (高橋李依 تاكاهاشي ريي) هي مؤدية أصوات يابانية ولدت في 27 فبراير 1994 في محافظة سايتاما.

## أدوارها في الأنمي

### مسلسلات أنمي تلفزيونية
- الفرسان والسحر - إرنيستي إتشيفاليا
- البركة لهذا العالم الرائع! - ميغومين
- البركة لهذا العالم الرائع! 2 - ميغومين
- كوميت لوسيفر - كيون لانتشيستر
- ري:بداية الحياة في عالم آخر من نقطة الصفر - إيميليا
- ماريا العذراء - دوروثي
- كيجو!!!!!!!! - رين روكودو
- مدينة مدارس القتال أستريسك - إليوت فورستر
- شيروباكو - أكاني أوتشيدا
- يواموشي بيدال - خليلة هيرو-كن
- يواموشي بيدال GRANDE ROAD - خليلة هيرو-كن
- رانبو كيتان: لعبة لابلاس - كوباياشي
- كابتن إيرث - أيانا آيزاوا
- طاغية الحب - أكوا آينو
- أكيباز تريب ذي أنيميشن - ماتومي مايوناغا
- سيد الدعابة تاكاجي-سان - تاكاجي-سان
- ملحمة مسيرة الموت إلى العالم الآخر - زينا
- مخيم الإسترخاء - إينا سايتو
- كوميك غيرلز - تسوباسا كاتسوكي
- كاليغولا - ميفوي شينوهارا
- حياة المدرسة! - ميكي ناوكي
- جيمرز! - ريكي ميسومي
- ثأر ميليون آرثر - تيتانيا
- ريفيجنز - تشانغ لو شتاينر
- فيت/غراند أوردر: الجبهة الشيطانية المطلقة بابيلونيا - ماش كيرييلايت
- كاكوشيغوتو - هيمي غوتو
- دليل الأمير العبقري لتخليص الدولة من ديونها - نينيم رالي
- حبيبة ، حبيبة - شينو كيريو
- إيسيكاي كوارتيت - إميليا، ميغومين
- إيسيكاي كوارتيت 2 - إميليا، ميغومين
- استأجر حبيبة - سومي ساكوراساوا
- داي الشجاع (2020) - فلورا
- جنة الجحيم: جيجوكوراكو - يوزوريها
- روروني كينشين - كاورو

### أنمي الإنترنت
- مونستر سترايك - أكاني نودا
- ضعف حمضية ميليون آرثر - ريفول، ماشيرو
- ديفل مان: الطفل الباكي - تاكو

### أوفا أنمي
- ري:بداية الحياة في عالم آخر من نقطة الصفر Memory Snow - إميليا
- ري:بداية الحياة في عالم آخر من نقطة الصفر: روابط الجليد - إميليا

### أفلام أنمي
- فيلم يواموشي بيدال - خليلة هيرو-كن
- نداء القلب - يوكو أونو
- البركة لهذا العالم الرائع!: الأسطورة القرمزية - ميغومين
- فيت/غراند أوردر: منطقة الطاولة المستديرة كاميلوت: الجزء الأول Wandering; Agateram - ماش كيرييلايت
- فيت/غراند أوردر: منطقة الطاولة المستديرة كاميلوت: الجزء الثاني Paladin; Agateram - ماش كيرييلايت

## أدوارها في ألعاب الفيديو
- ري:بداية الحياة في عالم آخر من نقطة الصفر DEATH OR KISS - إميليا

## أدوارها في الدبلجة اليابانية
- سبايدرمان: إنتو ذا سبايدر-فيرس - بيني باركر

## وصلات خارجية
- ريي تاكاهاشي على موقع IMDb (الإنجليزية)
- ريي تاكاهاشي على موقع ميتاكريتيك (الإنجليزية)
- ريي تاكاهاشي على موقع روتن توميتوز (الإنجليزية)
- ريي تاكاهاشي على موقع روتن توميتوز (الإنجليزية)
- ريي تاكاهاشي على موقع روتن توميتوز (الإنجليزية)
- ريي تاكاهاشي على موقع ميوزك برينز (الإنجليزية)
- ريي تاكاهاشي على موقع أول موفي (الإنجليزية)
- ريي تاكاهاشي على موقع ديسكوغز (الإنجليزية)
- ريي تاكاهاشي على موقع قاعدة بيانات الفيلم (الإنجليزية)
- ريي تاكاهاشي على موقع ANN person (الإنجليزية)